# 尹畯相
尹 畯相（ユン・ジュンサン、いん しゅんそう、윤준상、1987年11月20日 - ）は、韓国の囲碁棋士。ソウル出身、韓国棋院所属、権甲龍八段門下、九段。国手戦優勝など。

## 経歴
2001年入段。2002年にLG杯世界棋王戦に出場、入段4ヶ月後の世界棋戦出場の記録を作る。2003年、棋聖戦で挑戦者決定戦に進出するが、曺薫鉉に1-2で敗れる。2004年、韓国囲碁リーグ出場（汎洋建榮）。2006年、新鋭連勝最強戦で準優勝。2007年、五段昇段、国手戦で李昌鎬に挑戦し、3-1で勝ち初タイトル獲得。同年、王位戦でも李昌鎬に挑戦するが、2-3で敗れた。2008年七段。2010年八段、OllehKT杯ベスト4、天元戦ベスト4。2011年、物価情報杯、天元戦で準優勝。2012年OllehKT杯、天元戦ベスト4。2016、18年GSカルテックス杯ベスト4。2017年マキシムコーヒー杯準優勝。韓国外国語大学校中国語学科卒業。
韓国囲碁リーグでは、2008年に10-4で勝数3位、嶺南日報チームの優勝に貢献しMVP獲得。2013-14年は欠場。2015年は13勝で最多勝。中国乙級リーグには、2009年中平能化チーム、2010年江蘇チーム、2011年徳州長河永和囲碁倶楽部チームで出場。韓国棋院ランキングでは2009年（1月）6位となる。
2017年初めからAI囲碁ソフト「絶芸」で鍛え始め、感覚的にかなり違い初めには迷ったものの、ある瞬間から視野が広くなって好成績を収めたと語っている。

### タイトル歴
- 国手戦 2007年
- SKガス杯新鋭プロ十傑戦 2007年

### その他の棋歴
国際棋戦
- BCカード杯世界囲碁選手権 ベスト16 2009年
- 農心辛ラーメン杯世界囲碁最強戦
  - 2008年 0-1（×柁嘉熹）
  - 2009年 0-1（×謝赫）
- 招商地産杯中韓囲棋団体対抗戦 2011年 0-1（×周睿羊）
- おかげ杯国際新鋭対抗戦 2015年 準優勝

国内棋戦等
- オスラムコリア杯新鋭連勝最強戦 準優勝 2006年
- 王位戦 挑戦者 2007年
- BCカード杯ペア碁戦 優勝 2009年（高周延とペア）
- 物価情報杯プロ棋戦 準優勝 2011年
- バッカス杯天元戦 準優勝 2011年
- マキシムコーヒー杯入神連勝最強戦 準優勝 2017年
- 韓国囲碁リーグ
  - 2004年（汎洋建榮）5-2
  - 2005年（汎洋建榮）2-5
  - 2006年（ワールド建設）8-6
  - 2007年（ワールド建設）6-5
  - 2008年（嶺南日報）10-4、ポストシーズン3-1（MVP）
  - 2009年（ハンゲーム）7-5
  - 2010年（忠北&建国牛乳）11-5
  - 2011年（ハンゲーム）10-4
  - 2012年（ハンゲーム）11-7
  - 2015年（Kixx）13-4（最多勝）
  - 2016年（Kixx）6-10
  - 2017年（Kixx）10-6
  - 2018年（Kixx）8-5
  - 2019-20年（Kixx）
- 中国囲棋リーグ戦
  - 2009年乙級（中平能化）
  - 2010年乙級（江蘇）
  - 2011年乙級（徳州長河永和囲碁倶楽部）4-3
  - 2018年乙級（上海清一中延手遊）5-3
  - 2019年乙級（中国移動上海）4-4